# Col de l'Oberalp
Le col de l'Oberalp (en romanche Alpsu ou Cuolm d'Ursera, en allemand Oberalppass) est situé dans les Alpes suisses, entre les Alpes glaronaises et les Alpes lépontines, à 2 044 mètres d'altitude. Il permet de relier la vallée du Rhin antérieur à Andermatt.

## Géographie

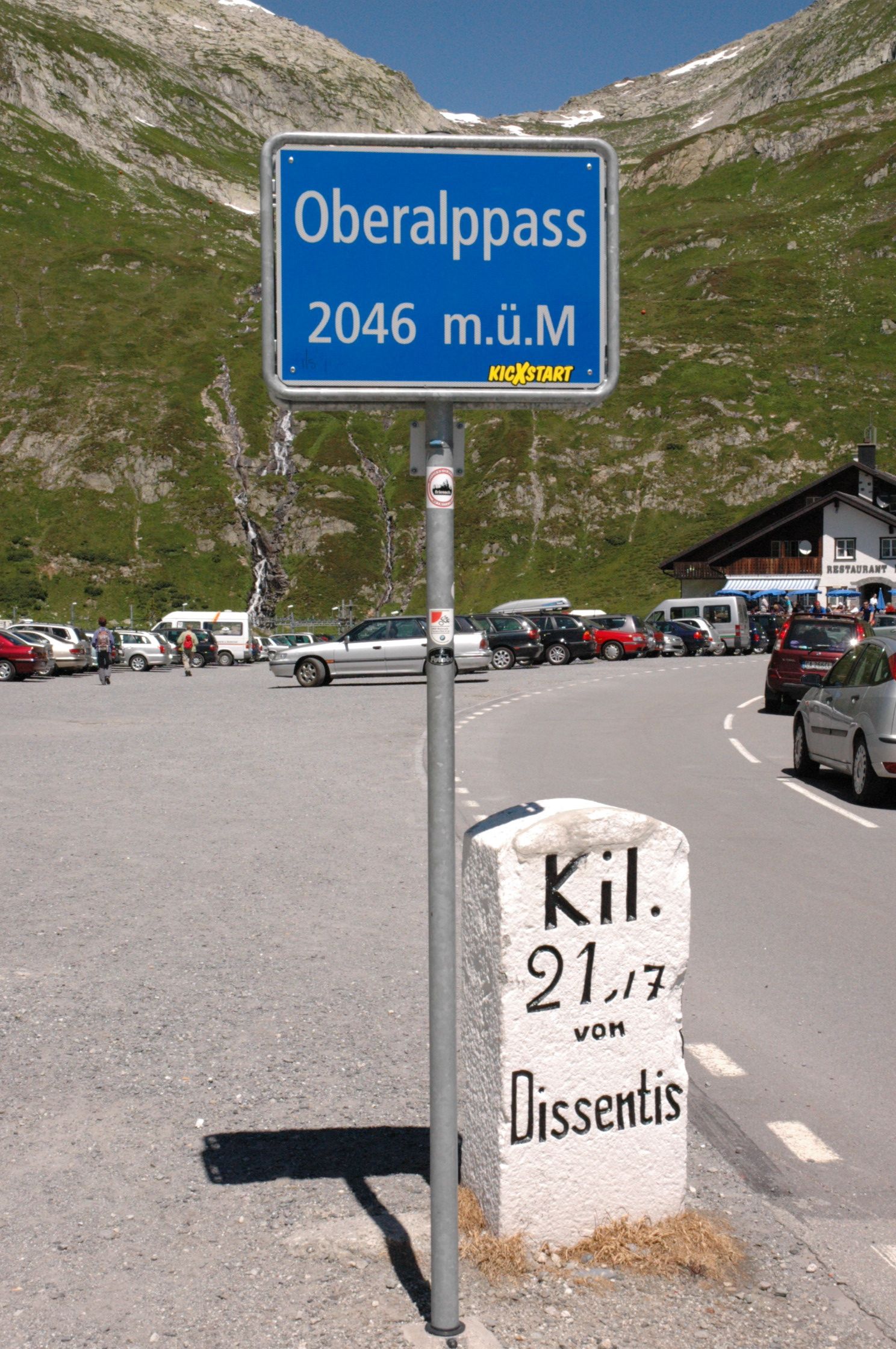
Panneau et borne au col.

Le col est se situe sur le territoire de la commune de Tujetsch. Immédiatement à l'ouest du col se trouve l'Oberalpsee. Au sud-ouest s'élève le Pazolastock (2 739 mètres), à l'est le Calmut (2 310 mètres), au nord le Piz Tiarms (2 917 mètres), et à l'ouest le Schneehüenerstock (2 772 mètres), qui est accessible par une télécabine, ainsi que le Brunnenstock (2 887 mètres).
Entre le Calmut et le Piz Tiarms se trouve le col de Tiarms (2 148 mètres), qui mène également à Tujetschvia Milez.
Le lac de Toma se trouve à trois kilomètres au sud du col. Il est considéré comme la source du Rhin.
Deux restaurants se trouvent à proximité immédiate du col.

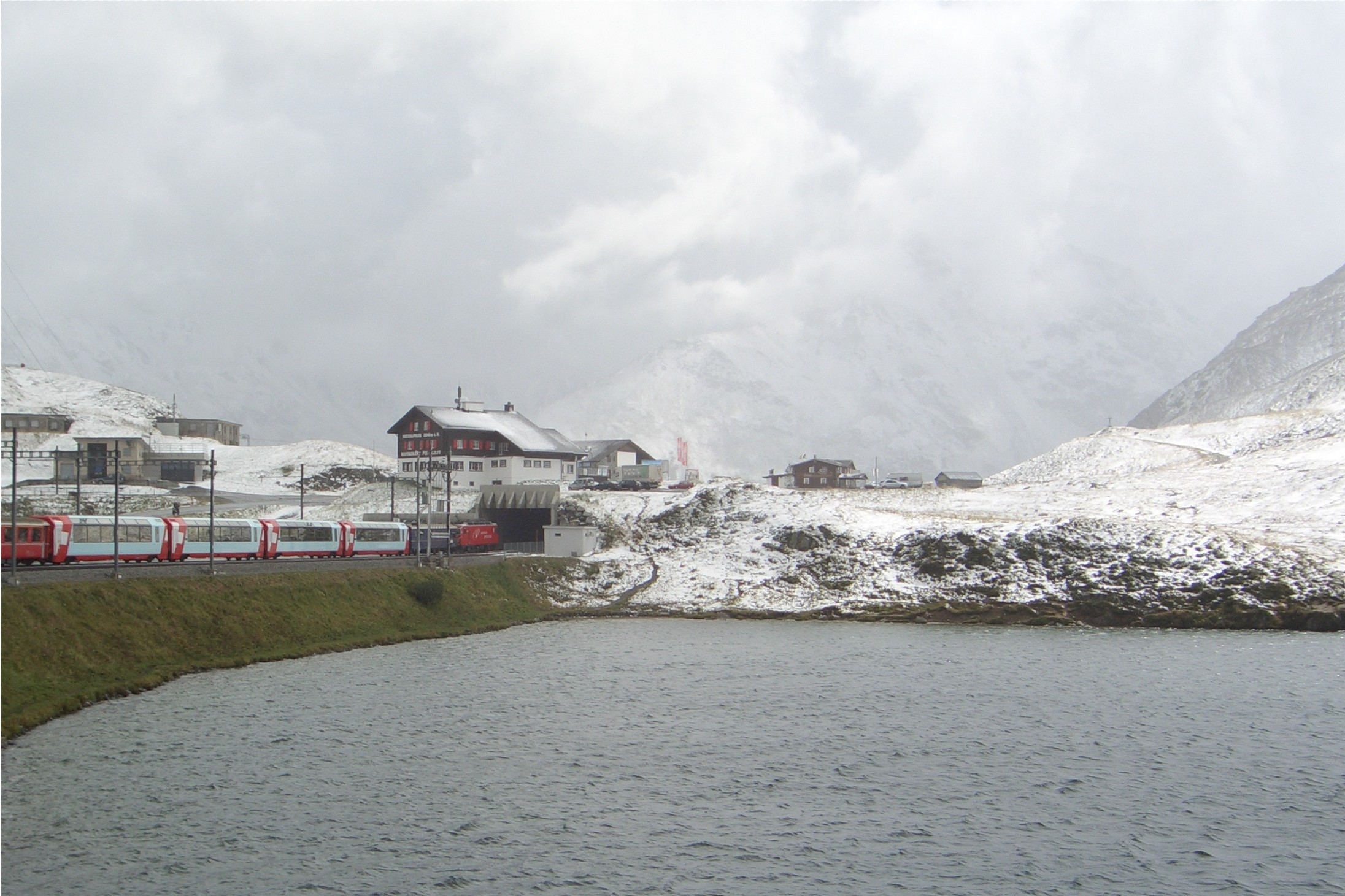
Operalpsee.
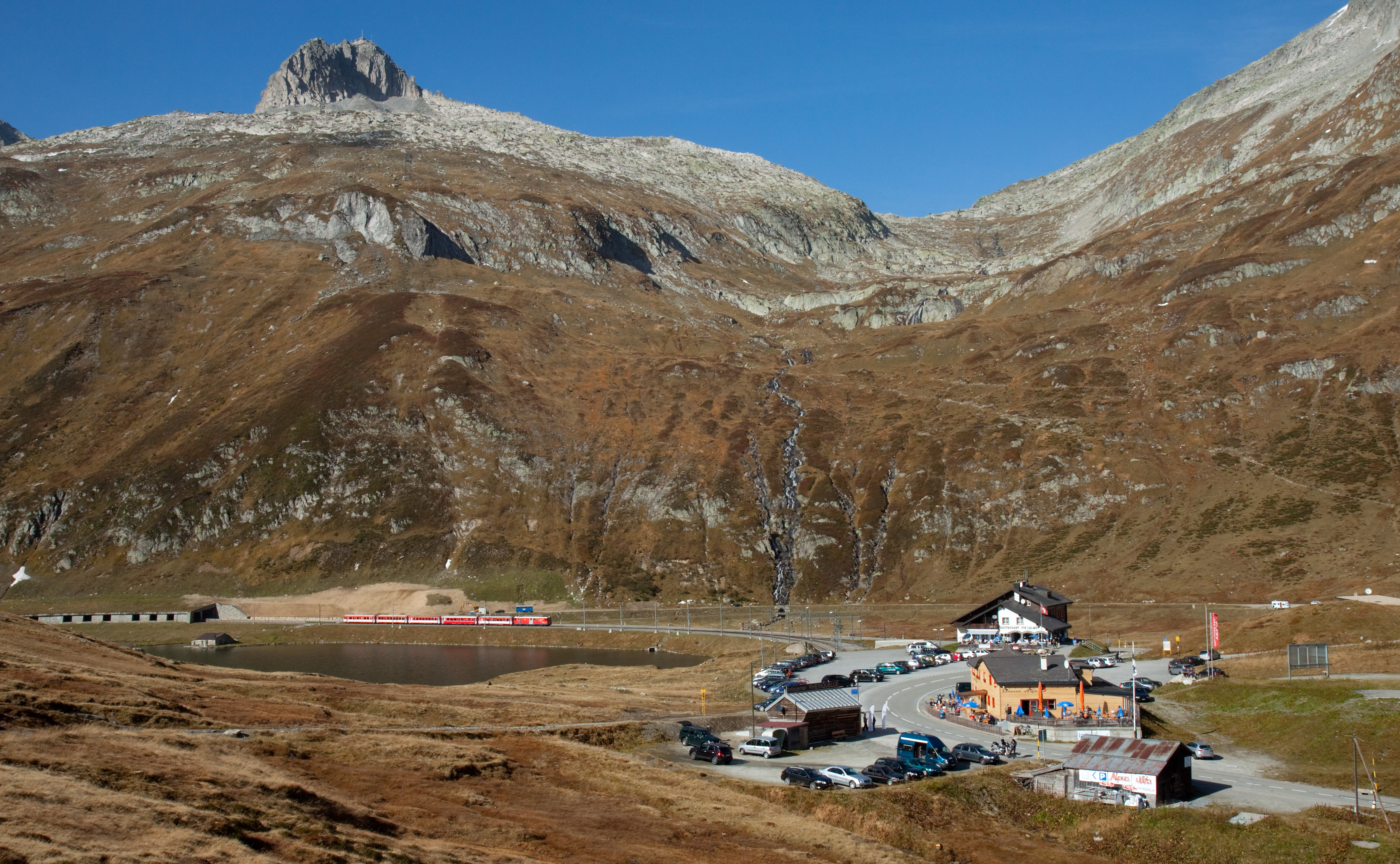
Vue générale du col.
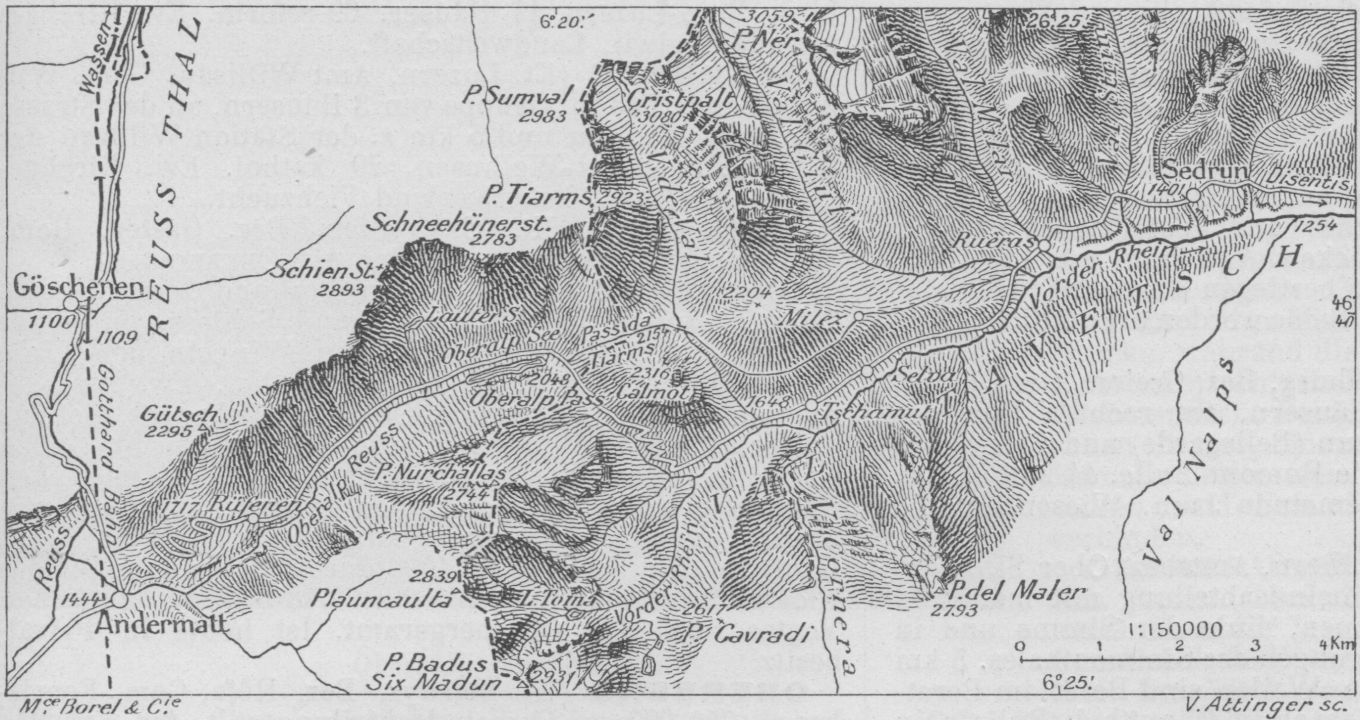
Croquis de la région autour du col de l'Oberalp, 1906.

## Histoire
Dès 1911 commence la construction d'une ligne de chemin de fer sur le col. La compagnie de chemin de fer Furka-Oberalp-Bahn commence à exploiter le ligne en 1926.
Dans les années 1862-1863, la première route est construite sur le col. La route principale 19, qui passe au-dessus du col, est fermée en hiver. Les horaires d'ouverture du col varient en fonction des conditions d'enneigement de mi-avril à début décembre au plus tard.

## Infrastructures

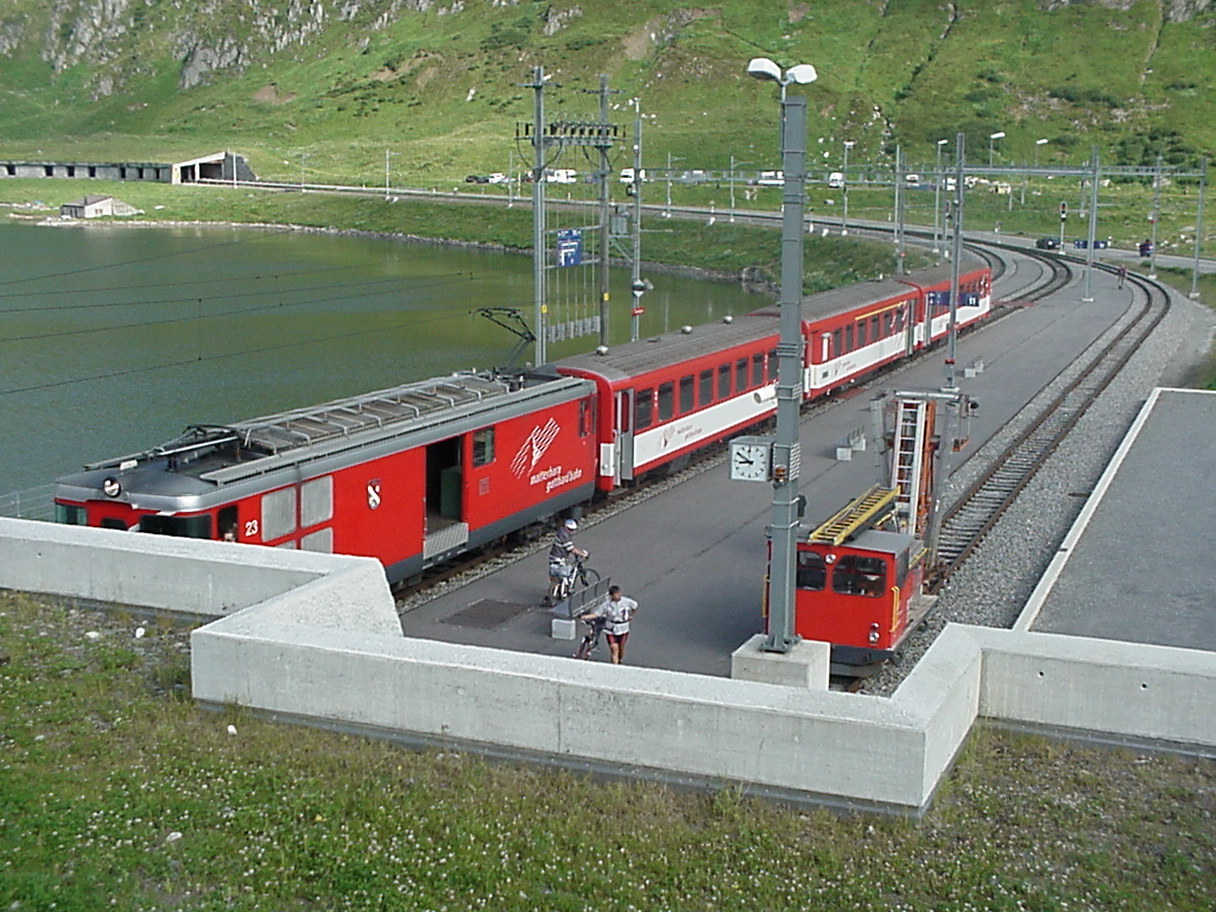
Station ferroviaire au col.

La col est desservi par diverses infrastructures de transport :
| Type          | Nom                             | Ouverture | Remarques                                                                                           |
| ------------- | ------------------------------- | --------- | --------------------------------------------------------------------------------------------------- |
| Route         | Route principale 19 (Suisse)    | 1863      | Route fermée l'hiver, remplacée par un service de ferroutage qui traverse le col sans interruption. |
| Chemin de fer | Matterhorn-Gotthard Bahn        | 1926      | Desserte du col une fois par heure par les trains régionaux. Passage sans arrêt du Glacier Express. |
| Télésiège     | Oberalppass - Piz Calmut        | 1988      | Installation renouvelée en 2015 qui remplace un téléski construit en 1959.                          |
| Télécabine    | Oberalppass - Schneehüenerstock | 2018      | Liaison entre les domaines skiables d'Andermatt et de Sedrun.                                       |

## Tourisme

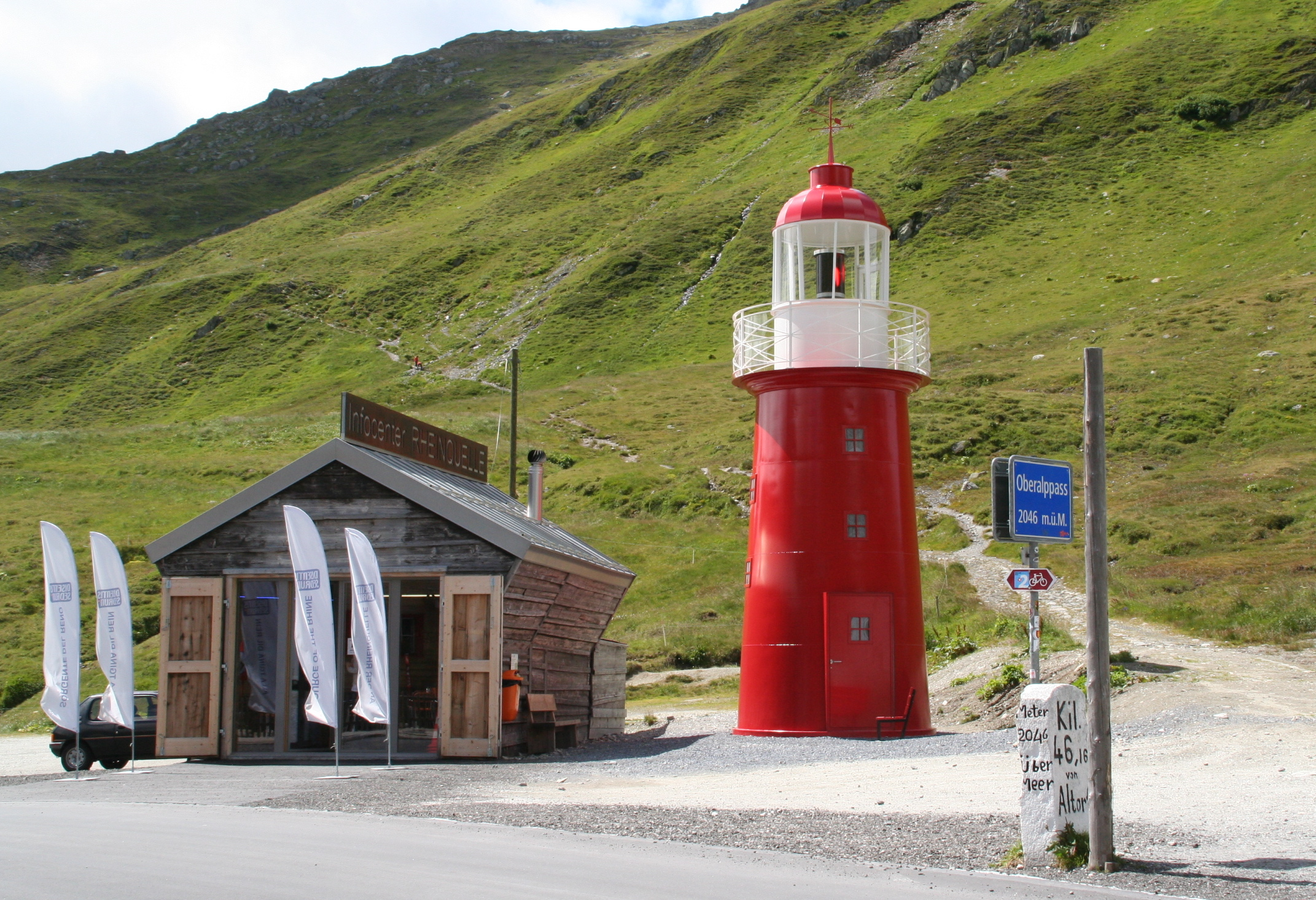
Le col avec le phare de Rheinquelle.

Le sentier de grande randonnée Senda Sursilvana passe par le col de l'Oberalp.
En hiver, skieurs alpins, raquettes et skieurs de randonnée sont présents au col. Une télécabine 10 places est au cœur de la liaison du domaine skiable de Sedrun à Andermatt et a été ouverte en décembre 2018.
Le phare de Rheinquelle, réplique à échelle réduite de la tour de 14 m de haut qui s'est dressée pendant 70 ans à Hoek van Holland à l'embouchure du Rhin, se trouve au col depuis octobre 2010. Il s'agit d'une campagne de publicité touristique qui a été développée pour le compte de Sedrun Disentis Tourisme et de Suisse Tourisme. Un projet prévoit que le vieux cargo rhénan Rheinquelle soit également ajouté ; il devrait être transporté par voie terrestre depuis Bâle. La mise en œuvre de cette idée a jusqu'à présent échoué en raison du financement et de la logistique.

## Cyclisme
Sur le Tour de Suisse 2021, il est notamment grimpé par Disentis-Sedrun et descendu vers Andermatt en contre-la-montre lors de l'avant-dernière étape, épreuve chronométrée inédite remportée par Rigoberto Urán. Il est grimpé à nouveau le lendemain par Andermatt en début d'étape mais en course en ligne.
Il est de nouveau grimpé sur la 5e étape du Tour de Suisse 2023. Pascal Eenkhoorn le franchit en tête.